# Arada

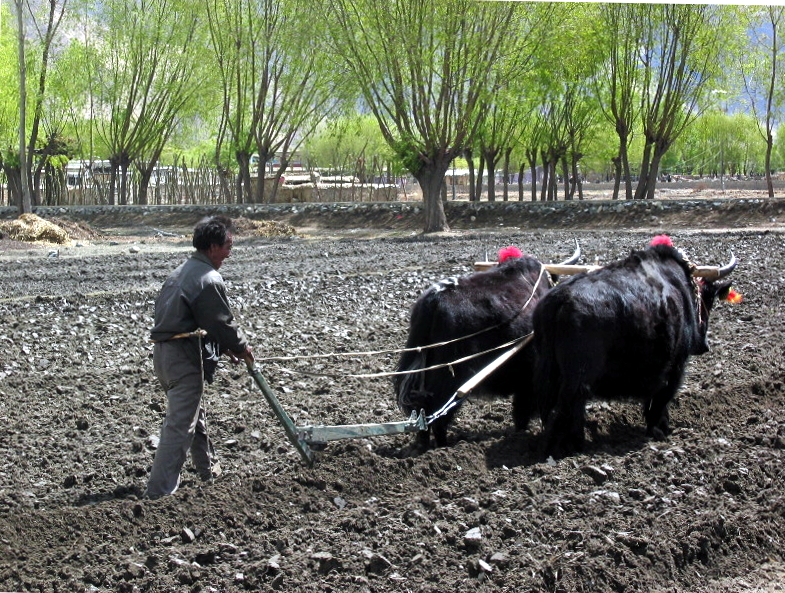
Arada tradicional tirada per iacs al Tibet.

Una arada, aladre, arreu o llaura és una eina utilitzada per a llaurar la terra obrint-hi solcs. És un instrument agrícola que permret de cavar solcs a la terra, generalment per tal de condicionar-la millor per a la semba, com per exemple, l'adequació de l'estructura física del sòl, l'aeració o la destrucció de males herbes; sol ésser tirat per bèsties o per un tractor.

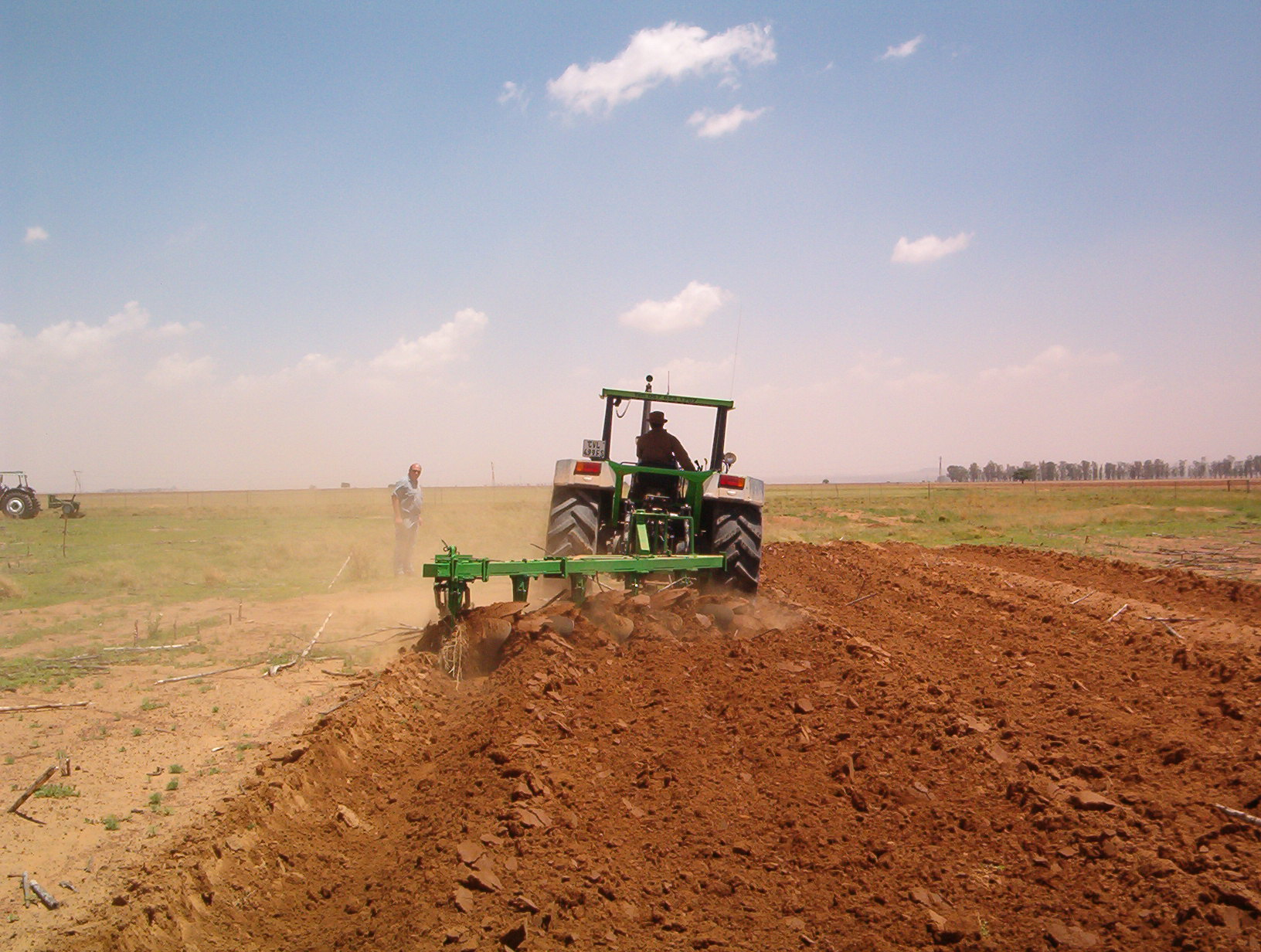
Una arada actual a Sud-àfrica

## Etimologia
El mot prové del llatí arātrum. La forma catalana més acostada a l'etimologia és el antic aradre. Aquesta forma seguí dues evolucions diferents: en català occidental i valencià, la dissimilació produí el canvi de la primera r en l (el lambdacisme) i en resultà aladre; en català oriental i balear, la dissimilació determinà la pèrdua de la segona r, reeixint-ne la forma arade, que es confongué amb els substantius femenins en -ada.

## Descripció
L'arada és una eina utilitzada en l'agricultura per a la preparació inicial del sòl abans de la sembra o la plantació. Ha estat un instrument bàsic durant la major part de la història humana i, en el seu moment, representà un dels grans avenços tecnològics en l'agricultura. El propòsit principal del cultiu és de remoure la capa superior del sòl, de manera que pugin a la superfície els nutrients soterrats, tot enterrant les males herbes i les restes orgàniques dels cultius anteriors, acció que permet que es degradin. També aireja el terra i permet que mantingui més bé la humitat.
Les arades eren arrossegades a la primeria per bous i, posteriorment, en moltes zones, per cavalls o mules. En els països industrialitzats, el primer mitjà mecànic a arrossegar una arada foren les màquines impulsades per vapor (tractors de vapor), però aquestes van ser gradualment substituïdes per tractors amb motors de combustió interna. L'ús de l'arada, en les dues darreres dècades del s. XX, s'ha reduït en algunes zones on el dany a terra i l'erosió són un problema important; se substitueix per tècniques menys agressives i amb conreus menys intensius. Les tècniques de prevenció de les males herbes són també un punt important per tal d'eliminar la dependència en l'ús de les llaurades de poca profunditat per al control periòdic de les males herbes. D'arades, se n'utilitzen fins i tot sota la mar, en les tasques d'estesa de cables, així com per a preparar el fons en l'exploració petroliera.

### Elements de l'arada (tracció animal)

Arada simple
1. Camatimó + cameta
2. Ganxo de tracció
3. Dispositiu regulador d'altura
4. Ganiveta
5. Punta
6. Rella
7. Orellons

L'arada de pales actual està feta d'acer i disposa d'un marc que inclou parts del sistema d'enganxament i enllaç i un o més òrgans de treball que reuneixen les peces de treball.

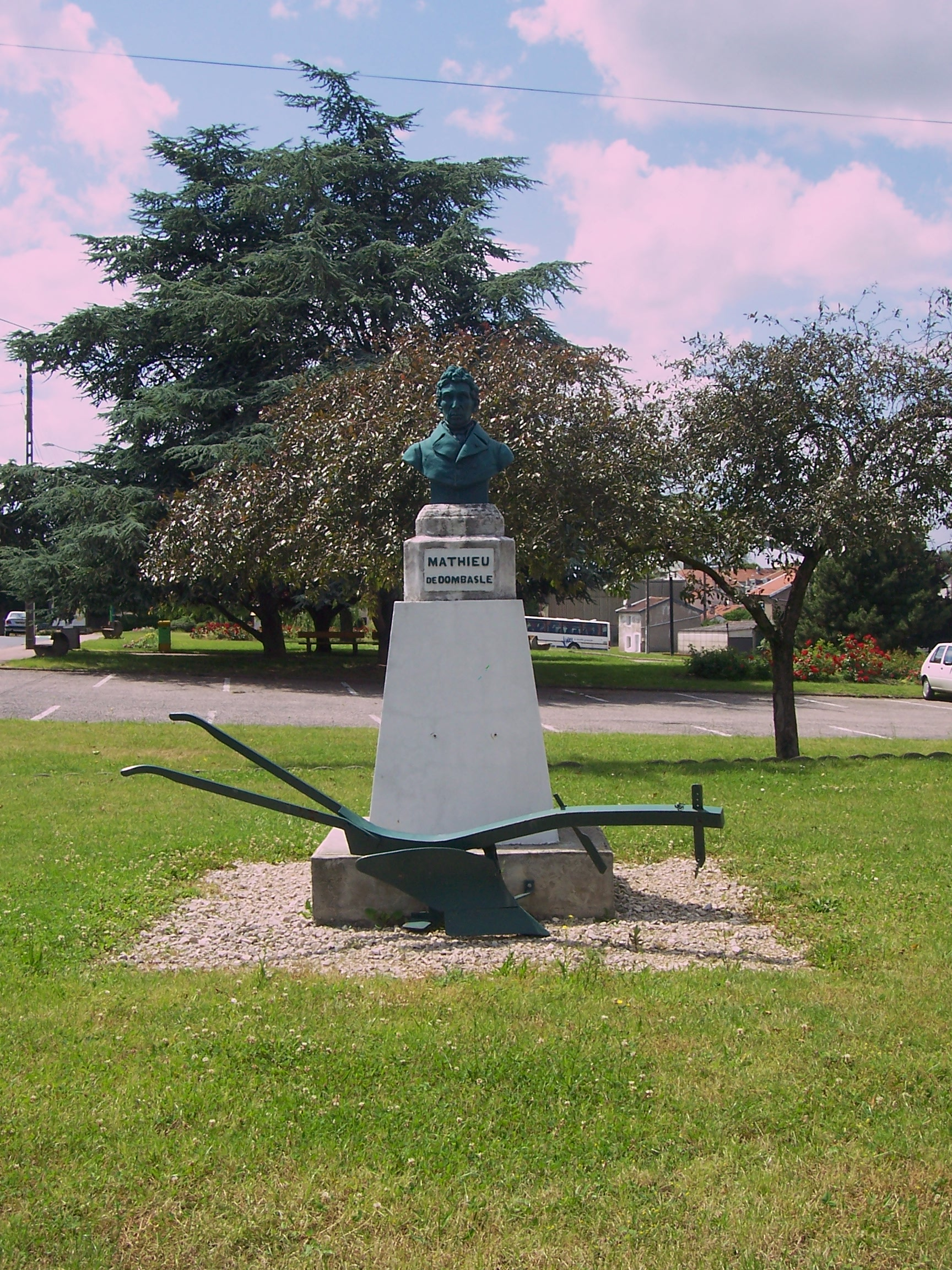
Monument a Mathieu de Dombasle amb una arada regulable al peu del bust.

L'arada, tal qual es fa servir en tracció animal, consta essencialment de quatre peces principals i d'algunes peces accessòries. Les parts principals són:
- Rella: Fulla triangular de ferro que avança travessant la terra obrint-hi solcs. La base serveix com a mànec que s'encaixa al dental, mentre que la part afilada serveix per tallar la terra.
- Dental: una peça de fusta que travessa la part posterior del camatimó i que serveix per suportar la rella, que resta encaixada al dental, transmetent totes les forces de reacció transmeses al tallar la terra. S'anomena generalment dental;
- Camatimó: una perxa on van junyits els animals i que s'anomena, segons les comarques, nedrilla, camatimó, espigó, cameta, etc.; quan hi ha un únic animal se substitueix per una peça de fusta forcada anomenada pollegana.[6] Es tracta d'una peça d'ús en tracció animal, serveix d'interfície entre l'arada i les subjeccions dels animals.
- Esteva: Una altra peça corba, a manera de mànec, que serveix d'agafall per dirigir la feina de l'arada, i que es diu esteva, mantí o altres noms, segons les regions. El llaurador agafa aquest mànec per la seua part superior. Està situada en la part posterior de l'arada, en la part superior-esquerra al punt 7 de la figura. Modernament, en el cas d'arades actuades de manera hidràulica, com per exemple en un tractor, no és necessària l'acció humana i per això no s'incorpora l'esteva. Es considera el mantí la part superior de l'esteva, per on el llaurador guia l'arada amb les mans.
- Accessòries: Petites peces que ajuden a subjectar la rella o les peces principals de l'arada, a aguantar fort el jou, etc., i es designen amb diversos noms (oreller, orellons, telera, tenella, reteler, etc.) segons llurs diverses funcions i segons les comarques.
  - Eixanguers: Són corretges de subjecció, fetes de cuir, que fan de tirants, com per exemple els que permeten la subjecció de l'arada al jou.
  - Jou o corba: Serveix per unir els animals pel coll a l'arada.
  - Orellers o orellera i orellons: Se situen als costats del dental. Els primers serveixen per fer més gran el solc, mentre que els orellons serveixen per tombar el bloc de terra que remou la rella.
  - Avanttrèn: És un grup de rodes, que se situa davant la ganiveta, acoblades a la unió del camatimó.
  - Dispositiu regulador d'altura o de solc: Permet calibrar la fondària dels solcs. Està emplaçat a prop del camatimó, de manera que es pot regular la posició vertical de la rella i la ganiveta. El dispositiu regulador fou un avenç incorporat pel francès Dombasle en arades de pala fixa, situant un dispositiu que permet el moviment del conjunt de pala en la unió entre el dental i la cameta, de manera que es controla la fondària i l'amplària del solc. En molts casos va comportar l'eliminació de l'avanttrèn, ja que aquest fins ara havia funcionat com a regulador passiu que impedia que la fondària d'arada fos excessiva, augmentant l'altura del conjunt de pala amb rella. El francès va plantejar dues tipologies d'arada: amb avanttrèn o sense, sempre condicionades a disposar de regulació d'altura en el cas de no disposar d'avanttrèn.[7]
  - Ganiveta: Forma part del grup de treball. És l'encarregada de fer un treball superficial previ a la passada de la rella. Aquest treball es limita a la part més superficial del sòl, permetent netejar la terra i la brossa abans de l'arribada de la terra a la rella. D'aquesta manera permet fer el treball de la rella més precís.
  - Telera, tenella o tinella: Es tracta d'un accessori que regula l'angle que es forma entre el dental i la cameta i que se situa en la unió entre aquestos. Té forma de travesser. Està feta de fusta o de ferro.

## Evolució de l'arada

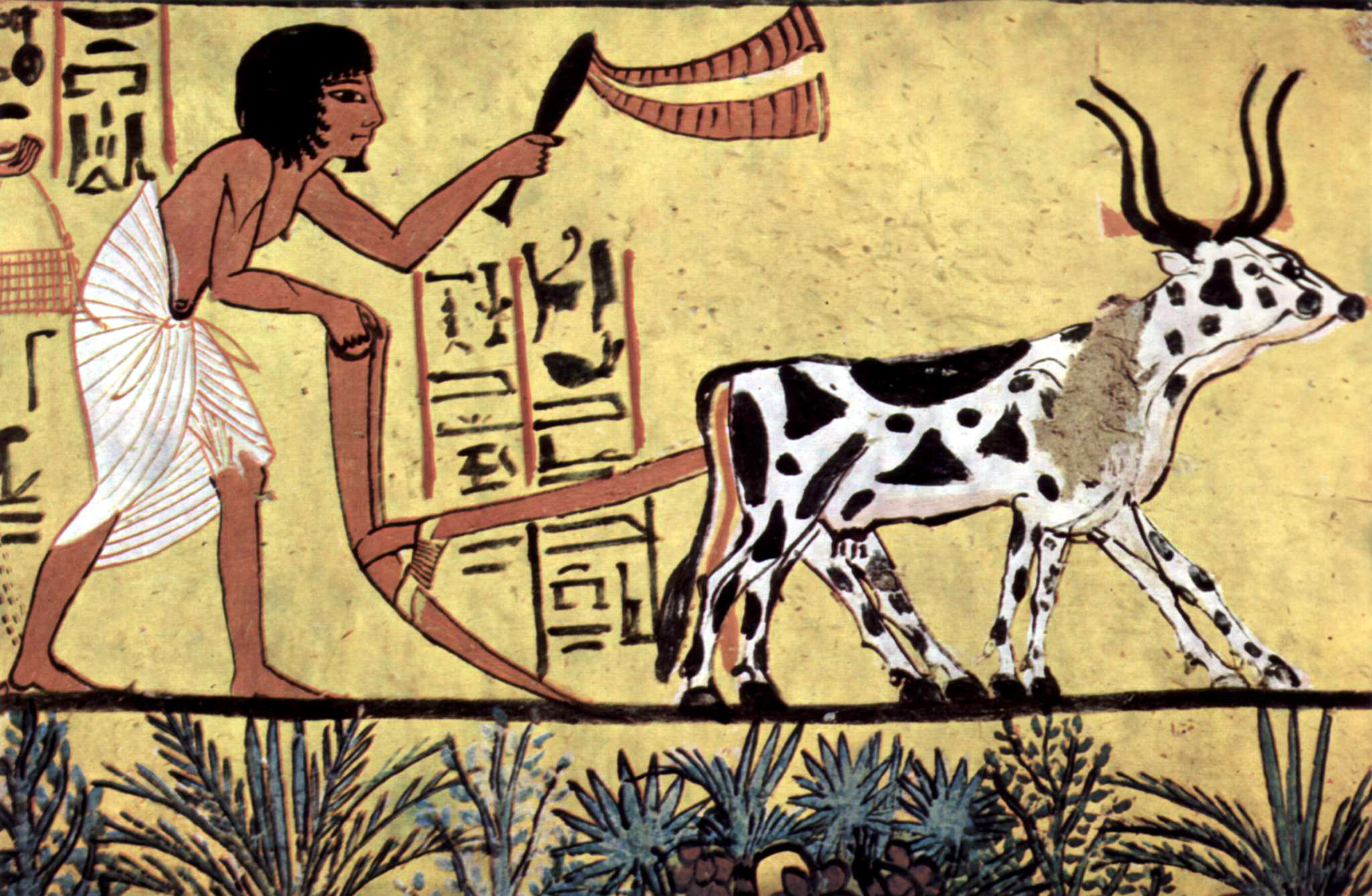
Pintura de la tomba de Sennedjem que representa un agricultor llaurant

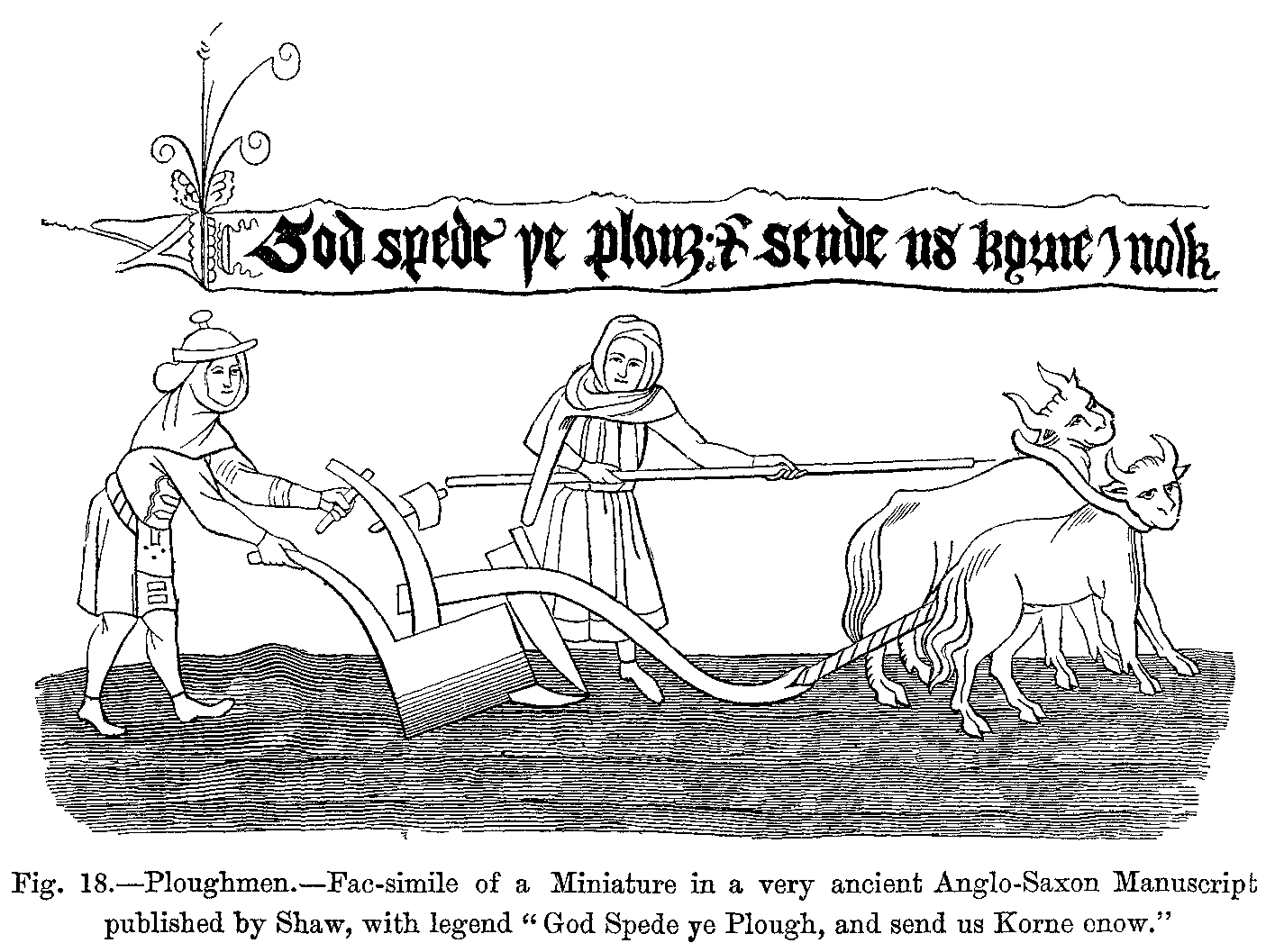
Llaurada amb bous, miniatura del del Museu Britànic

Les arades han estat una eina ben coneguda des dels inicis de la història. Les innovacions en aquesta eina han estat determinants per a l'avenç de la tecnologia agrària.
Les primeres arades eren fetes completament amb fusta que no s'ha conservat i, per tant, no es pot determinar la cronologia d'aparició de les arades. Possiblement en el Neolític les arades tenien tracció humana; és probable que ja durant en aquesta època fos usada una mena d'arada, moguda a mà, com la que s'ha conservat en algunes illes escoceses i d'altres llocs d'agricultura molt primitiva. A partir del sisè mil·lenni aC la domesticació de bous permeté comptar amb la força de tracció necessària per llaurar amb arada. Sociològicament l'aparició de l'arada implicà l'entrada de la mà d'obra masculina dins l'agricultura, ja que el treball agrícola amb aixada era responsabilitat de la dona, mentre la ramaderia era una ocupació predominantment masculina. També va permetre conrear superfícies més grans, ja que el rendiment de treball amb arada és molt superior, entre altres coses per l'ús de tracció al davant.
Els testimonis pictòrics, les representacions plàstiques, han permès de saber que l'arada ja era utilitzada al Pròxim Orient —Antic Egipte inclòs— vers el 3000 aC, quan aparegueren les primeres civilitzacions històriques, vers el 2500 aC a la vall de l'Indus i, potser al mateix temps o cap al 2000 aC, a la Xina.

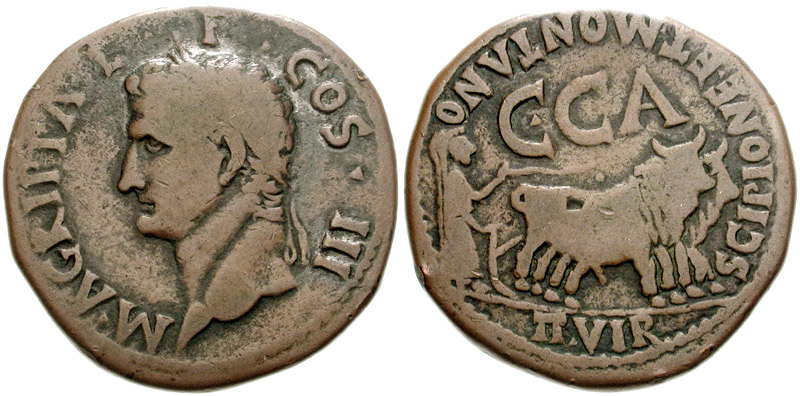
Representació d'una arada romana tirada per bous a la creu d'una moneda utilitzada a Saragossa.

Al País Valencià, en època ibèrica, durant el segle iv aC, ja apareixen testimonis d'ofrenes votives amb arades miniaturitzades (Covalta, Vall d'Albaida). Les primeres arades eren només de fusta i en partien dues branques, una de les quals servia de rella i l'altra d'esteva. El següent pas va ser recobrir la rella de bronze. Però el gran avanç va ser quan aquesta es va fabricar de ferro i va esdevenir independent de la resta de parts de l'arada, cosa que la feia més eficaç i resistent. Aquesta eina coneguda com a arada romana, però ja utilitzada pels grecs, es va estendre per tot l'Imperi Romà. Els celtes, en la mateixa època de l'arada romana, utilitzaven una arada amb pala que girava la terra. També en època romana existia la caruca o xaruga que era una arada dissimètrica amb una pala lateral; ambdues servien per treballar les terres més compactes del centre i nord d'Europa.
Per altra banda al llunyà orient, la producció de ferro d'alta qualitat va fer possible el desenvolupament de nous instruments com per exemple l'arada de ferro, que s'estima que s'utilitzava a la Xina des del segle iii aC. Estudis soviètics han trobat també evidències de la presència d'instruments avançats d'arada al nord dels antics territoris Mongols, del llac Baikal i a la part xinesa de Manxúria, durant el període Xiongnu, amb l'ús d'eines de ferro.

### Arada romana

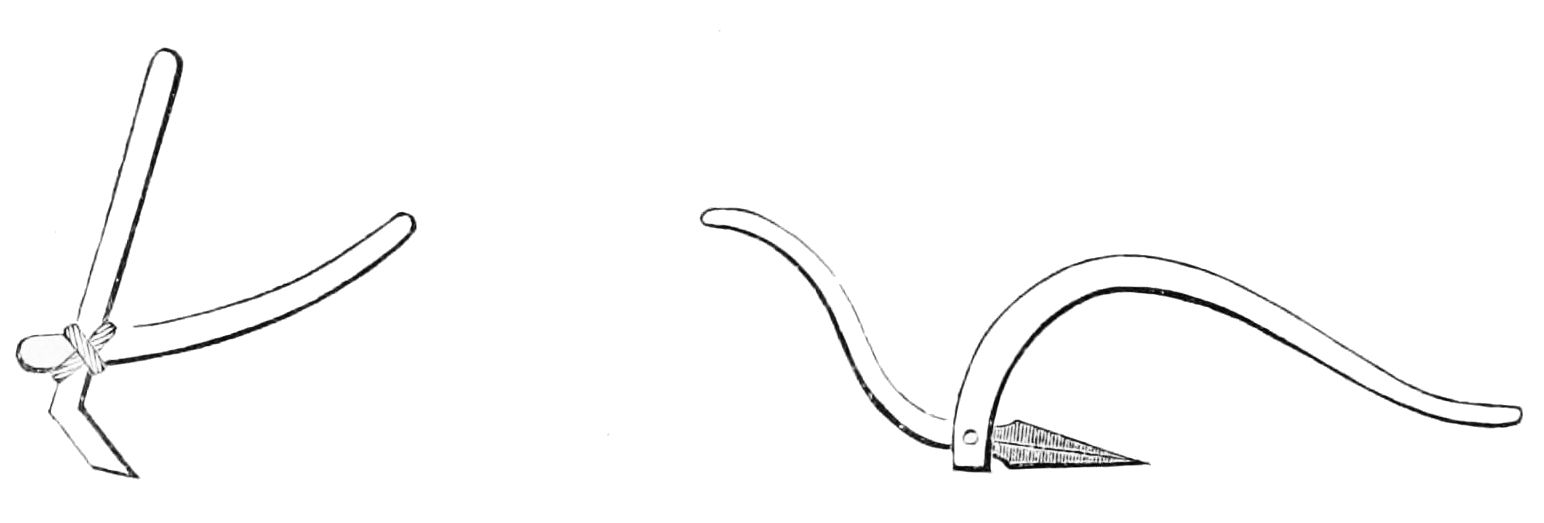
Arades de l'imperi romà.

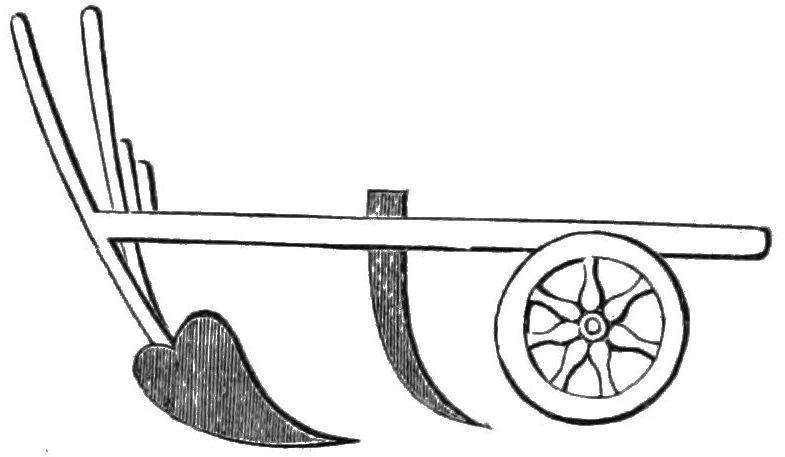
Arada amb roda, encara en els temps romans.

L'arada romana era composta per una part davantera que era la que estirava l'animal, anomenada timó, peça que estava enllaçada amb la cameta, i aquesta s'unia amb la base de l'arada (la rella) mitjançant una telera per aproximadament la meitat de la cameta i per la punta amb el dental. La rella era la part que servia per llaurar, enfonsant-se a dintre la terra, tot i que no seria de ferro fins al segle ix, quan es difondria per tota l'Europa occidental, i a partir d'aleshores en milloraria la tècnica.
A l'època del Baix Imperi, es començaria a emprar l'orelló, que podríem descriure com una "petita rella lateral", que ajudaria a remoure millor la terra estalviant el nombre de llaurades necessàries per preparar-la. Finalment, l'esteva servia al pagès per dominar l'arada, fent força cap amunt per enfonsar la rella.
L'arada normanda, de ferro i amb rodes, va substituir l'arada lliscant o romana. Aquesta arada permetia fer solcs més profunds, airejant més bé la terra i millorant la retenció d'humitat.

### A partir de la revolució industrial
Les innovacions en l'arada fins a la revolució industrial, o fins ben entrat el segle xx a moltes zones europees, van ser minses. Tot i això, des d'aquesta època es van començar a produir grans canvis en la força motriu d'arrossegament de l'arada. Des de l'inici d'aquesta tecnologia, es va fonamentar en la força produïda per mitjans animals, possiblement començant per l'ésser humà, passant per animals domesticats com els bous, que van ésser substituïts molt sovint per cavalls o mules. Durant la revolució industrial es va iniciar un canvi profund degut a la disponibilitat de les noves màquines tèrmiques que van revolucionar el transport i l'agricultura.
Els primers canvis en l'arada es van implementar a Anglaterra i els Estats Units on les innovacions tecnològiques en materials metàl·lics es van aplicar a l'agricultura. Així doncs, es va començar a emprar l'acer provinent de les noves indústries metal·lúrgiques en la fabricació de les arades. Va ser el ferrer John Deere, en la dècada dels anys 30 del segle xix, el primer a fer-ho. L'altre pas va ser el pas a la tracció mecànica primer amb màquines de vapor i després amb motors de combustió interna.
A mesura que cada país s'anava industrialitzant, es va començar a fer ús de les màquines de vapor com a mitjans motrius de l'arada. Així doncs, van començar a aparèixer tractors de vapor. Avui dia, la forma més comuna de treballar la terra és amb tractors motoritzats amb motors de combustió interna alternatius.
Des de principis dels anys 1970 s'està estenent el concepte a Europa de la reducció del treball d'arada o directament de sembra directa com a tècnica de conreu més sostenible i rendible econòmicament.

## Tipus d'arades
Hi ha molts tipus d'arada, les habituals als Països Catalans es detallen en els apartats subsegüents.

### Arada calçadora
L'arada calçadora és una arada moderna proveïda d'una rella simètrica respecte al dental i de dues pales iguals col·locades a banda i banda que permeten de girar la terra vers tots dos costats. Hom la fa passar entre dos rengles de plantes per tal de calçar-les.

### Arada de discs

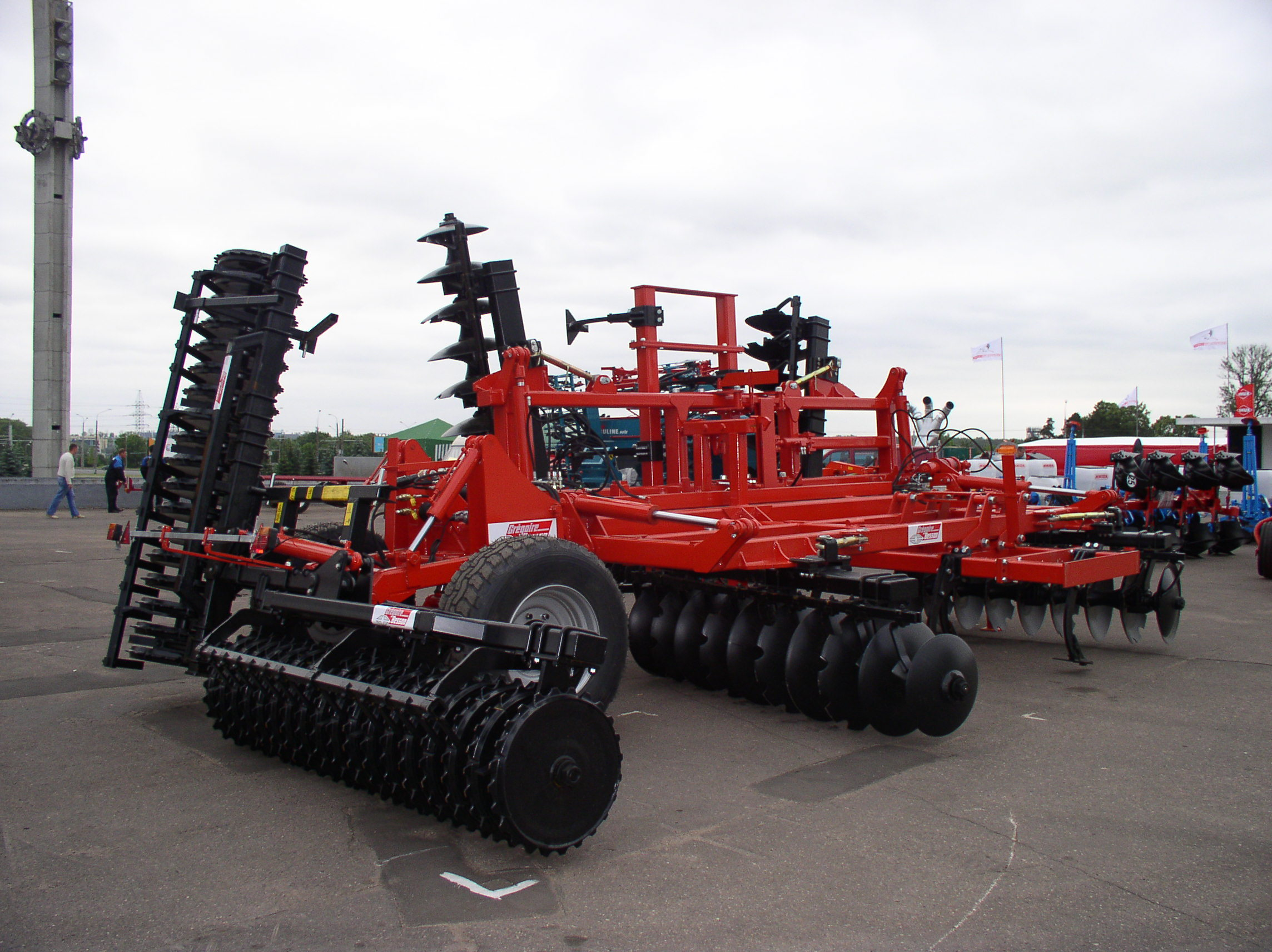
Arada de discs amb abundants actuadors hidràulics.

L'arada de discs és una arada en què el grup de treball és constituït per un casquet esfèric d'acer, el disc, i per una peça corba anomenada rasadora. Aquestos components substitueixen la rella, la ganiveta i la pala clàssiques. El disc, en girar, obre el solc, i la rasadora, ultra mantenir net el disc, ajuda a tombar la terra.

### Arada de pala fixa
L'arada de pala fixa és una arada moderna de pala no giratòria. Tomba la terra cap a un sol costat, la qual cosa, si hom vol evitar els cavallons, fa més laboriosa la llaurada.
Durant molts anys les arades de pala han estat el mètode escollit pels agricultors per girar la terra quan començava l'estació de conreu. Amb les tècniques actuals d'agricultura, els llauradors només fan servir les arades de pala en circumstàncies especials, tals com són llaurar la gespa o treure les males herbes. Les arades de pala modernes tenen tisores i ganivetes d'arada especials per ajudar a tallar les herbes al mateix temps que es va girant la terra.

### Arada de pala giratòria

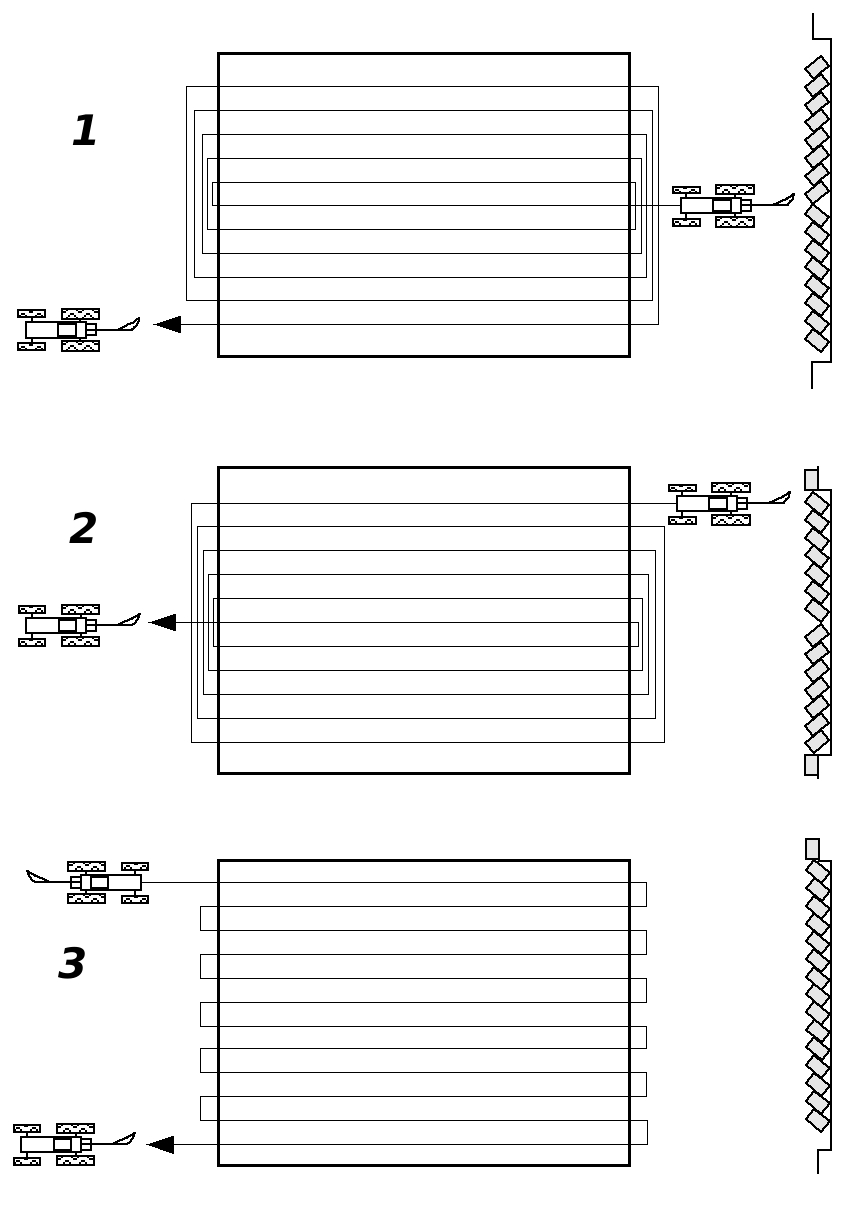
L'arada de pala giratòria permet fer servir el mètode 3, simplificant d'aquesta manera la llaurada.

L'Arada de pala giratòria és una arada moderna de pala, capaç de girar entorn del dental o de la cama. Permet de tombar la terra cap a un costat o cap a l'altre, la qual cosa, sobretot si hom vol evitar els cavallons, facilita la llaurada. En principi es desenvolupà per tal de fer la llaurada correctament en cas de terrenys amb pendents i també per disposar d'un mètode de llaurada adequat en horticultura, on és necessari un determinat nivell per a la sembra.
El tipus més senzill d'arada de pala giratòria té la pala, de perfil simètric respecte a l'eix de gir, amb una vora que fa de rella o de ganiveta, i una altra que fa de ganiveta o de rella segons la posició triada.
Amb aquesta arada es permet el desplaçament de la terra sempre en el mateix sentit, independentment del sentit de la tracció. Si es fa una passada de llaurada (lineal) amb la pala orientada cap a un sentit, aleshores al final de la llaurada, es desenganxa la pala pel darrere de la seua fixació i es desplaça el cos que resta, sempre sota el puntal, a la seua posició corresponent de l'altre costat, fixant una altra vegada el conjunt de rella. En cas que estiga orientada a la dreta, per canviar el moviment en sentit contrari es gira cap a l'esquerra (la ganiveta i la rella es mouen de manera solidària). Això vol dir que abans d'iniciar la passada en el sentit contrari al de la passada anterior, es gira la pala en sentit contrari al que s'estava llaurant. D'aquesta manera, les línies de llaurada adjacents es poden llaurar en direccions contràries, permetent una operació contínua al llarg del camp, i així evitant la formació d'una topografia de cavallons alternants o moviments més complicats del tractor, com per exemple aquells que es realitzen a les figures 1 i 2 de la il·lustració. El conjunt de pala és desmuntable degut a la seua construcció amb la possibilitat de girar aquest conjunt. La posició de gir es fixa per bloqueig del conjunt de pala mitjançant una palanca o un ganxo.

#### Arada de pala giratòria doble

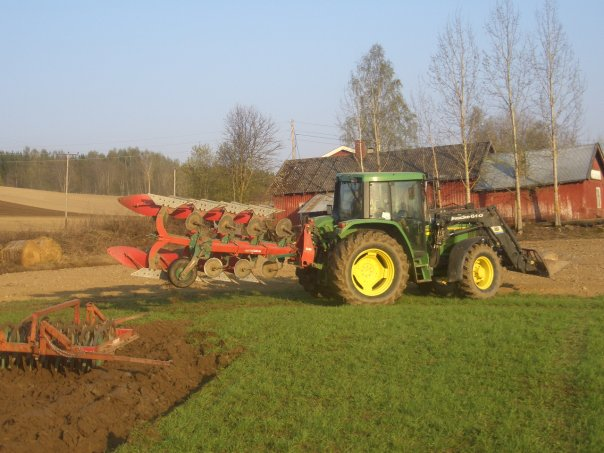
Arada de pala giratòria doble de quatre relles.

L'arada de pala giratòria doble és una variació de l'anterior. Disposa dels mateixos grups de treball en forma de semimontants, de manera que forma una arada de pala giratòria reversible. Són dos grups de tall independents que es giren 180 graus i que serveixen per a desplaçar el terra cap a esquerra o cap a la dreta segons el grup de tall que es faça servir.

### Arada brabant

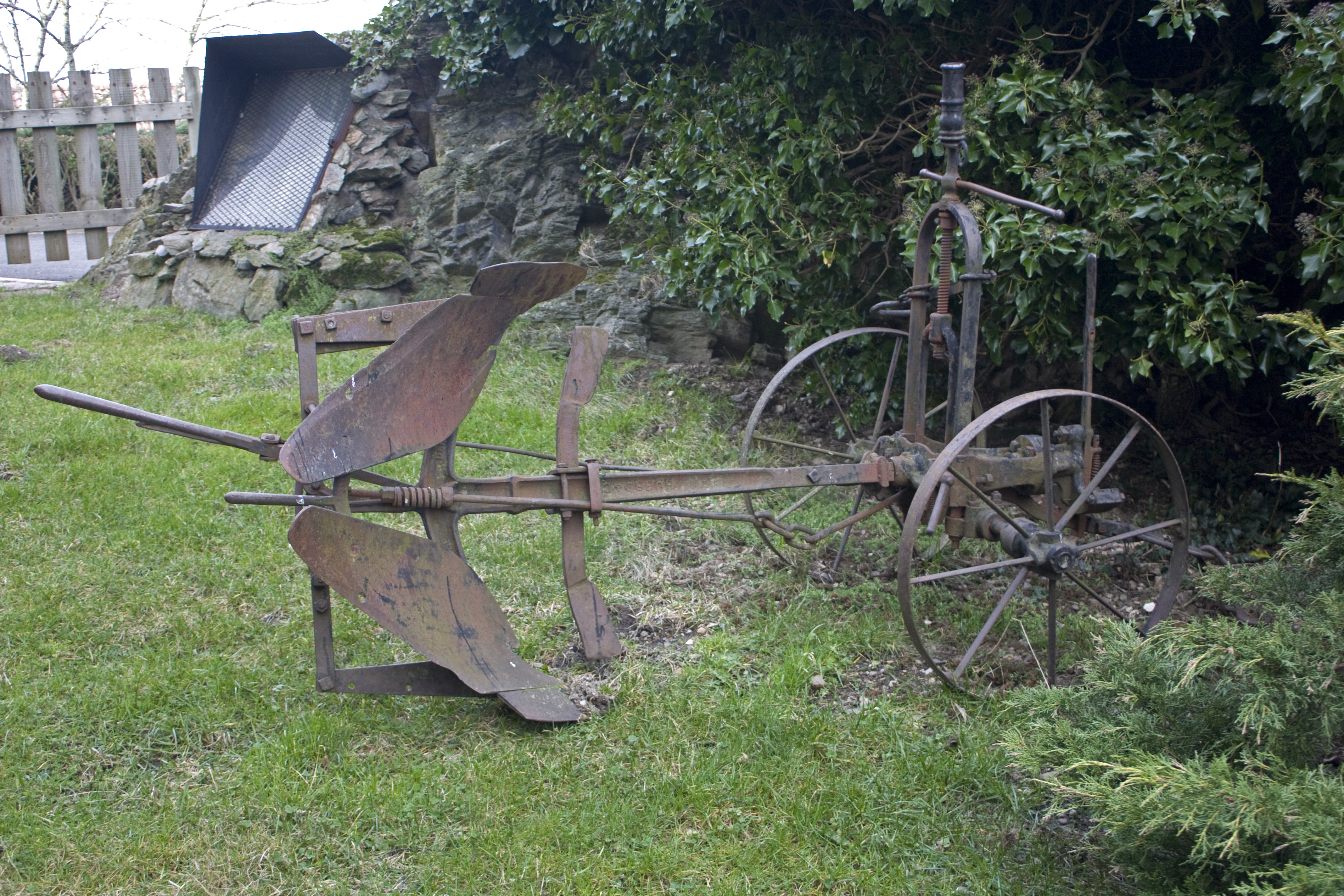
Una arada brabant de principis del

Arada brabant o brabant. Està proveïda sempre d'avanttrèn, té dues pales, dues relles, dues ganivetes, les unes enfront de les altres, de manera que quan un grup treballa, l'altre resta enlaire, i a l'inrevés; en comptes de dos grups de treball pot tenir-ne quatre, dos a cada banda. El llaurador, amb ajuda d'un mànec, fa pivotar de 180 a 90 graus (en el cas d'una brabant, fins a un quart de volta) al voltant de l'eix quan aquest arriba a la part extrema de les relles. Disposa doncs de dues ganivetes i dues relles amb orellons, que formen dos conjunts de pala. Es poden afegir dos tallants davant les ganivetes, que millorarien la neteja del terra "aigües amunt" de l'arribada del sòl a la pala amb la rella (la tallant estaria formada d'una petita pala amb rella que permet guiar l'herba al lloc per on passa la ganiveta). Fent servir un avanttrèn automàtic amb regulador es redueix la necessitat de fer servir l'esteva per part del llaurador.

### Arades enfondidores
Arada enfondidora. Arada moderna, especialment resistent i robusta, emprada per a obrir solcs de gran profunditat (30 cm i més) i relativament estrets.
- Arada rompedora: Es tracta d'una arada enfondidora emprada per a llaurar per primera vegada una terra per posar-la en conreu.[12]

### Eines de treball superficial
- Binadora. Eina o màquina emprada per a binar (operació per tal de fer més tou el sòl superficial); sol ésser una variant d'aixada o una arada de pales petites. També són emprades com a binadores conreadores proveïdes de peces de treball (pues o discs dentats) disposades per a aquesta feina.
- Birbador. Arada que porta davant la rella un semicercle de ferro per a tallar les herbes. S'anomena operació de birbar al procés de tallar arran totes les males herbes.
- Conreadores. generalment previstes de puntes metàl·liques o discos per a feines superficials. Serveix per esmicolar el sòl llaurat per tal d'estovar la superfície.

### Altres arades i nomenclatures
- Arada de subsòl o subsolador. Arada el grup de treball de la qual és únicament una rella forta, sostinguda per una cameta molt resistent. Permet d'obrir solcs estrets i profunds sense fer aflorar la terra de les capes pregones. Hom l'empra quan cal estufar el sòl sense invertir l'estratificació de les capes de la terra. Es fa servir en els treballs en el subsòl de fins a 50 cm de fondària utilitzats en cas de noves plantacions o actuacions de drenatge en casos de necessitar treure l'excés d'humitat.
- Arada múltiple. Arada proveïda de diversos grups de treball, disposats escalonadament. Permet d'obrir diversos solcs simultàniament.
- Arada patatera. Arrencadora de tubercles. Forma un sedàs per tal de separar les patates del terra.
- Arada vinyatera. Arada moderna la cameta de la qual és inclinada vers el costat en què la pala gira la terra. Permet de passar arran dels ceps per tal de descalçar-los.
- Pollegana o Pollegana de punxó. Arada moderna o de pala en la qual el grup de tracció és un forcat. Funciona desfent el terròs al seu pas. Permet llaurar en sols secs.
- Xaruga. Arada de ferro, amb pala lateral, emprada per al conreu de l'arròs i d'altres conreus en què hom ha de fer els solcs molt profunds.

## Factors complementaris en l'ús de l'arada

### Tècnica de llaurada

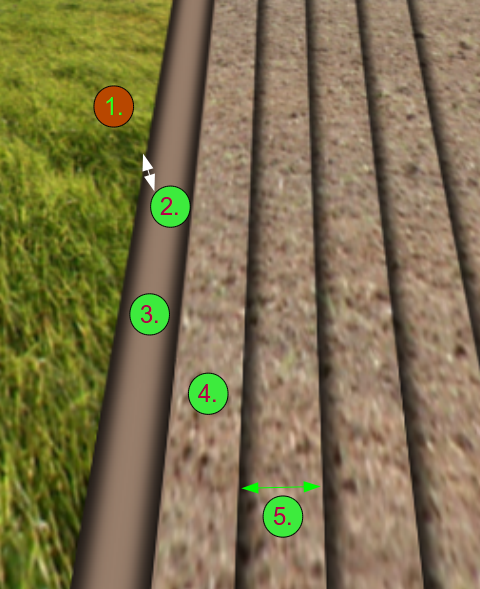
Forma d'una llaurada 1. Guaret, 2. Fondària, 3. Tornall 4. Entresolc (o bé genivó) 5. Amplària de l'entresolc.

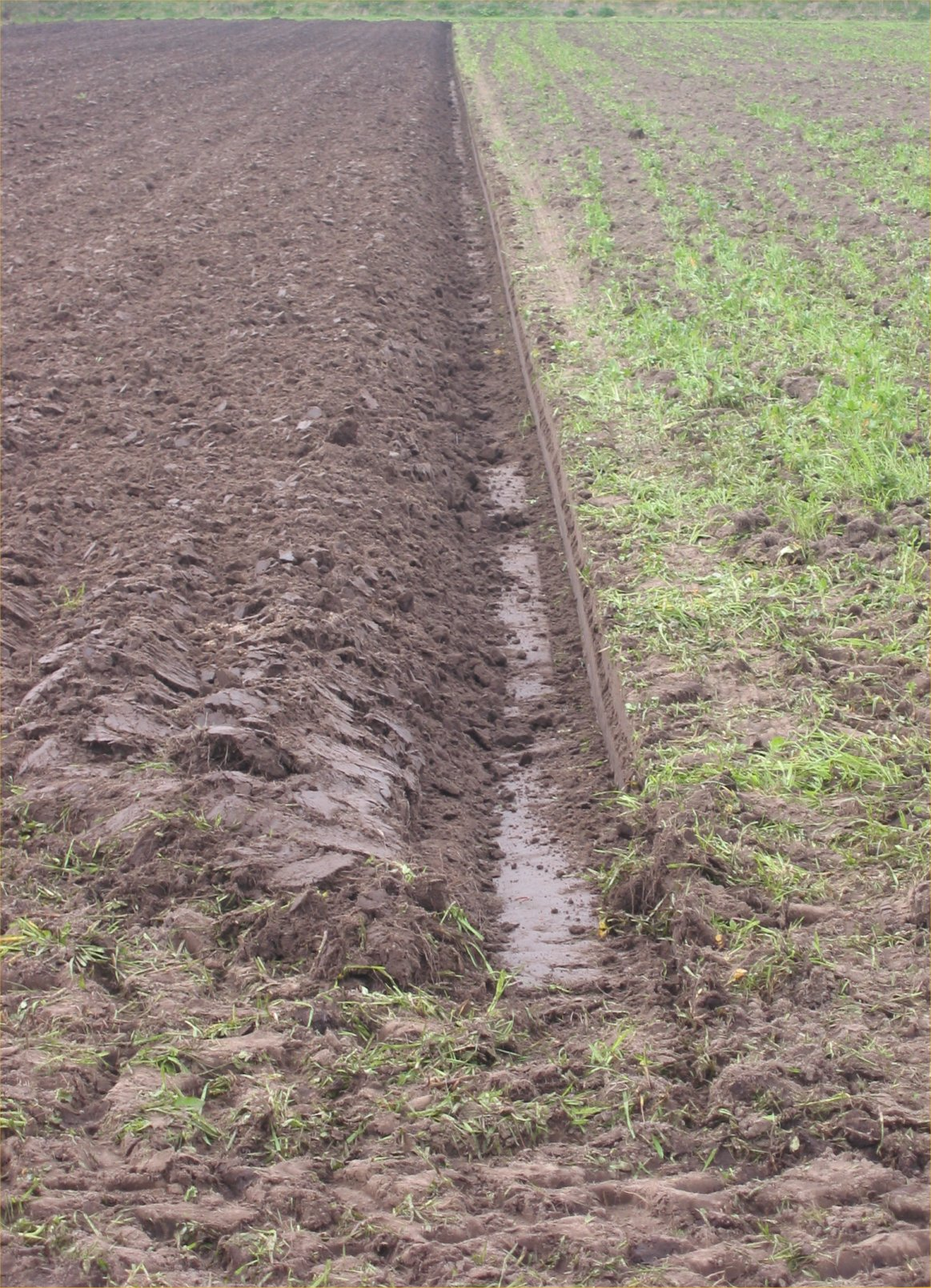
Forma d'una llaurada.

La llaurada és un procés de treball de la terra. En general, és el resultat del moviment de l'arada, la qual, degut a la seva geometria, empeny la terra formant solcs a la superfície. Segons la tècnica, la terra pot ésser moguda fins a fer el gir complet de cap a avall de les plaques de terra treballades.
El propòsit de la llaurada és remoure la terra per tal d'accelerar la descomposició de les traces d'arrels i de restes d'altres sembres, el control de les plagues i la prevenció de l'extensió de les malalties vegetals. També és el primer pas per tal de crear un mant per a la sembra.
Si es fa correctament, tota la vegetació prèvia desapareix després de la llaurada. La fondària depèn del gruix del mant de terra disponible i de les tècniques amb què es vol realitzar i mantenir el conreu. Aquest espessor disminueix al llarg dels anys en els terrenys treballats, a causa de l'elevada erosió a què es veu sotmesa la terra en les explotacions agràries intensives. Si es fa una llaurada superficial per tal d'eliminar les males herbes, es pot llaurar amb una profunditat d'uns 8-10 cm. D'aquesta manera, després d'un temps, aquestes herbes, mesclades amb la terra s'hauran descompost.

### Tracció

#### Mitjans previs a la intensificació

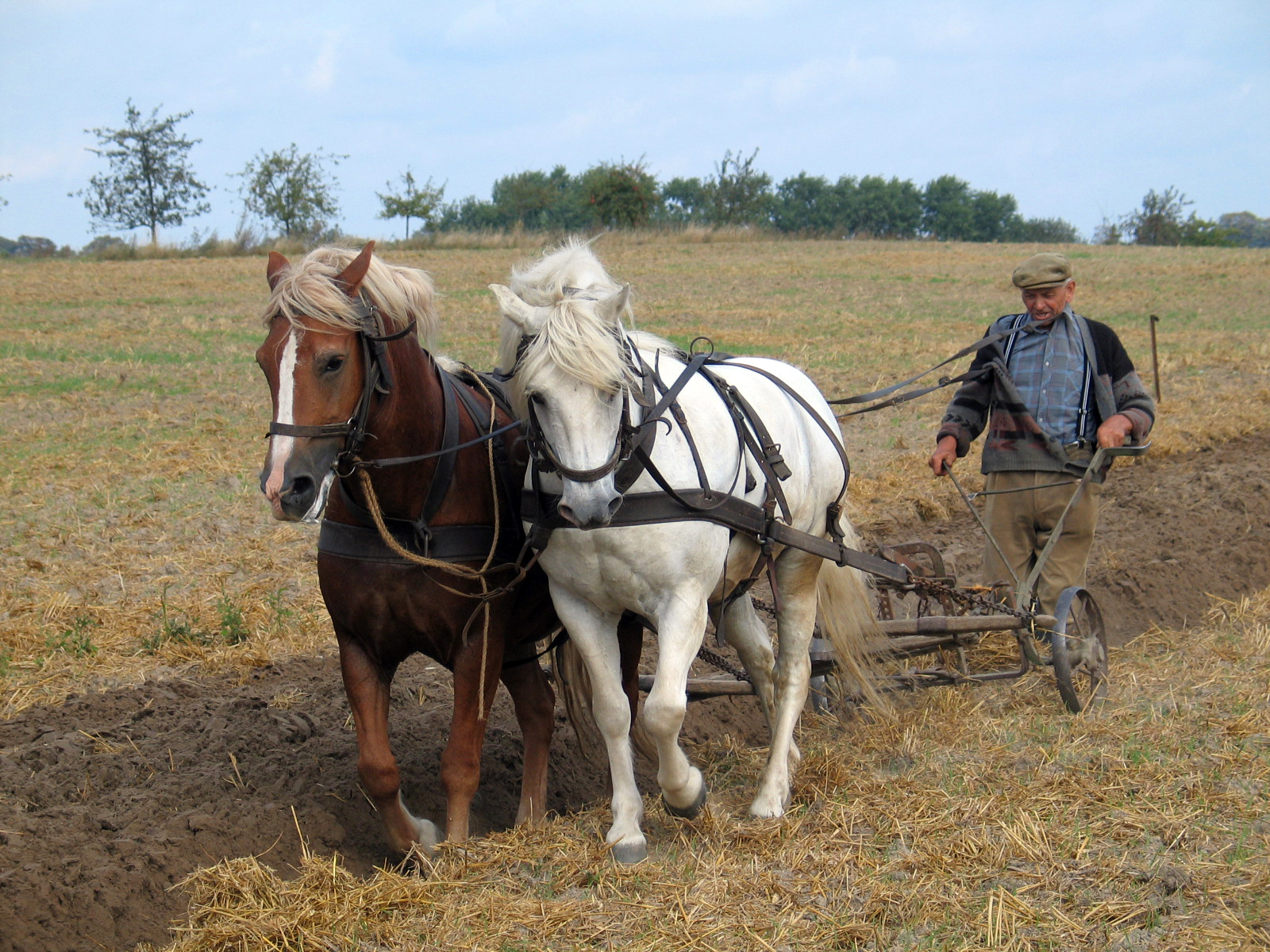
Arada tradicional a Mecklemburg-Pomerània Occidental (Alemanya). Es pot observar com un dels cavalls va caminant sobre el guaret i l'altre camina sobre el terra llaurat.

En termes de tracció animal, al llarg del temps s'han tingut en compte les restriccions de la disposició dels animals, aspecte que avui en dia no es té en compte degut a la disponibilitat de màquines de tracció d'alta potència específica.
Un cavall de treball és capaç de tirar d'una arada simple, sempre que la llaurada es practique en un terra suau. Amb un cavall, es poden també fer passades per tal de desterrossar la terra, sempre fent servir un rascle tirat per un animal (la potència de tirada és també necessària per a tirar de corrons). En sòls més durs, i també depenent de l'arada utilitzada, és necessari un nombre més gran de cavalls, desplaçant-se alguns dels animals sobre terra llaurada i altres sobre el guaret. En el cas de fer servir dos animals es diu que es fa la llaurada en parell. En aquest cas, si es fan les passades de llaurada en ziga zaga, és a dir, passades lineals, una darrere de l'altra, avançant pel bancal passada a passada però canviant el sentit de llaurada en cada ocasió, els cavalls es van alternant les posicions, d'interior a exterior i viceversa en cada passada, de manera que tot l'esforç d'avançar sobre terra llaurada no recaiga sempre sobre el mateix animal.
En arades simples on només cal un cavall, aquest avança travessant la superfície no llaurada. D'aquesta manera es prevenen possibles desviacions o cansament de l'animal. Depenent de la grandària de l'arada, del seu pes i de la seua penetració, calen més cavalls, que s'haurien de situar en la zona llaurada. En aquesta zona llaurada, suposant que els animals han d'efectuar una tracció igual i repartida segons el seu nombre, és més difícil avançar per als animals degut a la falta de compactació del sòl. Així doncs, la feina efectuada amb l'arreu per un cavall és més dificultosa a causa del major enfonsament de les potes a terra. Aquest problema no apareix en els cavalls que queden en la zona de guaret o aquells que passen per un camí compactat pels mateixos animals, persones o maquinària.
En terrenys de sols volcànics argilosos calen quatre grans cavalls només per tal de tirar d'una arada de doble solc.

#### Mitjans mecànics

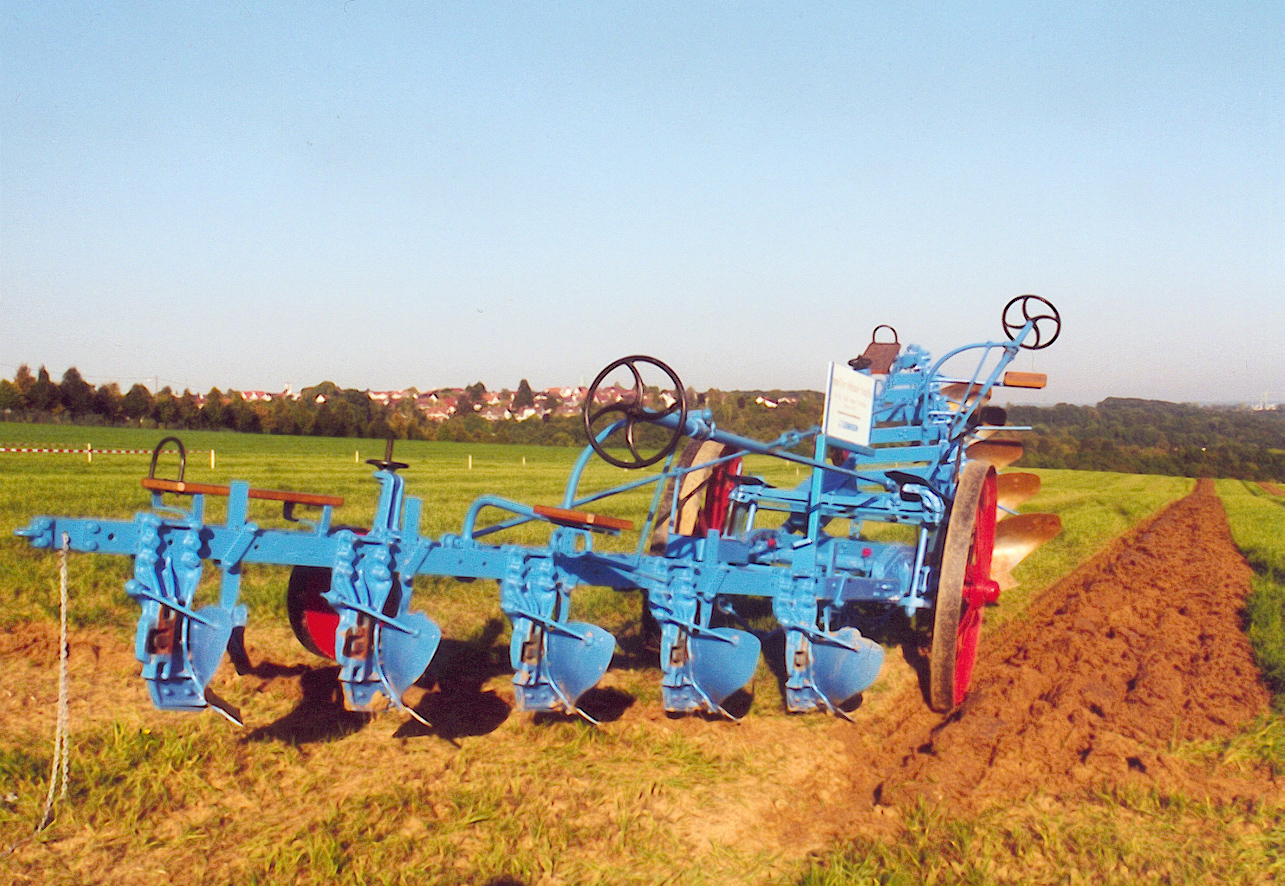
Una arada de balança alemanya de 1921. El joc de relles que voltegen els prismes de terra cap a l'esquerra acaba de completar una llaurada, de manera que el joc de relles de sentit cap a la dreta es faran servir per a la següent passada en sentit contrari. Aquesta arada era moguda per un parell de grups de llaurada, situats a banda i banda del camp. Es pot veure sobre la part superior de l'arada un conjunt que serveix per acomodar un llaurador durant la fase de llaurada.

Amb l'aparició de la màquina de vapor a partir de 1850 es va possibilitar l'ús de les màquines tèrmiques per a l'agricultura intensiva. Aquestes noves màquines s'aplicaven de manera diferent segons les condicions sòl.
En alguns casos els sòls eren massa tous per tal de suportar el pes de motors de tracció pesants. Aleshores, en molts casos es van fer servir arades amb contrapès i amb avanttrèn anomenades arades de balança que eren tirades per cables travessant els bancals, gràcies a l'ús de grups de llaurada, que exercien una tensió des de l'altre costat del camp llaurat. Aquestes arades tenien dos jocs de relles enfrontats, de manera que quan un dels jocs treballava la terra, l'altre era suspès a l'aire. Quan es tirava en una direcció, les arades s'endinsaven en el terreny per mitjà de la tensió del cable que formava una catenària sotmesa a tensió. Quan l'arada arribava a un dels extrems del bancal, un cable en direcció contrària era disposat per efectuar la tensió en l'altre sentit, de manera que es fes servir el segon grup d'arada gràcies al balanceig de l'arada sobre el seu propi avanttrèn (d'aquí el nom de balança), d'aquesta manera el segon joc de relles s'endinsa sota terra i l'arada torna a treballar sotmesa a la tensió del cable que la fa tornar cap a l'altre extrem del bancal.
Els dos jocs de relles eren complementaris, si un dels jocs voltejava la terra a dretes, l'altre ho feia a esquerres, permetent una llaurada contínua a través del camp, igual que es venia fent amb les arades giratòries. L'home a qui s'atribueix la invenció del grup de tracció d'arades i les arades de balança en la meitat del segle xix fou John Fowler, un inventor i enginyer agrònom anglès.
Als Estats Units, l'extensió i l'aplicació d'agricultura de secà a les Grans Planes va permetre l'ús de pesants tractors de vapor, com per exemple els grans tractors de les empreses Case, Reeves o Sawyer Massey. En l'agricultura de secà als Estats Units es pensava que fins i tot es podria treure un cert benefici amb la compactació del sòl per part dels tractors en efectuar la llaurada, guanyant conductivitat tèrmica que serviria per augmentar la temperatura del subsòl a l'inici de la primavera i possibilitant la conservació de la mescla de terra airejada en el subsòl. A més, en aquestes zones de latifundis es minimitzava l'impacte dels desavantatges en l'ús d'aquestes màquines, com per exemple la seua escassa maniobrabilitat i el seu elevat radi de gir. Arades múltiples equipades amb un màxim de catorze relles es feien servir amb aquestos tractors. Moltes vegades aquestes grans arades es feien servir en paral·lel, de manera que es pogueren llaurar grans àrees de camp en només un dia. Només els tractors de vapor recentment desenvolupats eren prou potents com per moure aquestes grans unitats d'arada. En el moment d'aparició dels motors de combustió interna no es podien comparar amb la potència i la robustesa dels tractors de vapor, de manera que per al seu ús inicial s'hagué de reduir el nombre de relles.
A partir dels anys 80, es comença a produir la substitució generalitzada dels animals de tir per tractors, donant pas a la intensificació de l'agricultura.

## Terminologia
L'acció de llaurar forma part de la d'artigar o arrabassar un terreny en estat natural per a transformar-lo en una àrea de conreu.
A partir d'un tros de terra conreat habitualment, per llaurar-lo cal que hi hagi saó o estigui en saó, és a dir que la terra ha de tenir un grau adequat d'humitat.
Un mateix camp pot rebre diverses llaurades:
- La primera llaurada s'anomena, senzillament, llaurar[23]
- Llaurar per segona vegada s'anomena mantornar o binar[24]
- La tercera llaurada s'anomena terçar o tercejar.[25]

## Problemàtica de les arades
Durant segles les arades romanes no alteraven el perfil del sòl i donaven relativament pocs problemes d'erosió. A partir de l'aparició de les arades amb pala i les traccions molt potents sovint s'ha passat a una acció erosiva molt important. D'altra banda, el pas de maquinària pesant afavoreix que per sota de la profunditat treballada amb l'arada (uns 30 cm) es formi una capa força compacta, la "sola de llaurat" que dificulta la penetració de les arrels i la circulació de l'aigua. Actualment per aquestes raons i per l'alça en el preu del combustible la tendència general és a disminuir o fins i tot eliminar les llaurades. Algunes ajudes econòmiques de la Unió Europea estan condicionades a no fer llaurades profundes.

## Creació de tallafocs
L'arada és una tècnica utilitzada també en l'àmbit de la conservació de boscos. En els casos on la gestió forestal requereix la creació de tallafocs és possible usar l'arada per tal d'eliminar material orgànic preexistent, de manera que es forma una línia amb l'amplària necessària per a prevenir la propagació del foc. Els tallafocs fets amb arada es poden planificar de manera que es combinen amb altres accidents naturals o artificials que fan la mateixa funció, com per exemple rius o carreteres.
L'ús de l'arada com a tallafoc, pot ser també una de les contramesures de seguretat recomanades en cas d'iniciar una foguera.